# Bisera Turković
Bisera Rešić, coniugata Turković (Sisak, 8 dicembre 1954) è una politica e diplomatica bosniaca, ministro degli affari esteri della Bosnia ed Erzegovina dal 2019 al 2023.
È stata anche vicepresidente del Consiglio dei ministri della Bosnia ed Erzegovina, al fianco di Vjekoslav Bevanda. Turković è la prima donna ministro degli esteri della Bosnia ed Erzegovina.
Dopo alcuni incarichi come ambasciatore della Bosnia ed Erzegovina, dal 2000 al 2001 è stata ministro per l'integrazione europea. Dal 2004 al 2009 Turković ha nuovamente prestato servizio presso alcune missioni diplomatiche del suo paese presso alcune organizzazioni internazionali. Dopo la nomina di Zoran Tegeltija a Presidente del Consiglio dei Ministri, Turković è stata nominata ministro degli affari esteri nel gabinetto Tegeltija. È membro del Partito di Azione Democratica dal 1991.

## Biografia
Turković è nata a Sisak, nell'attuale Croazia, l'8 dicembre 1954 da madre croata e padre bosgnacco; sua madre Katarina Kraus proviene dalla Slovenia e suo padre Muharem Rešić è originario di Prijedor. Suo nonno paterno Mehmedalija Rešić visse negli Stati Uniti dal 1909 al 1926, quando tornò a Prijedor e sposò Bahta Mušić, sua nonna paterna. La famiglia di Mušić proveniva da Užice, in Serbia, e si trasferì a Bosanska Kostajnica. I genitori di Turković si sono separati quando lei era ancora una bambina e sua madre si è trasferita in Australia. Turković ha vissuto con la nonna paterna a Bosanska Kostajnica finché non ha iniziato la scuola, quando si è trasferita a Zagabria dove ha vissuto con suo padre, visitando sia i nonni materni Blanka Korez e Stefan Kraus sia sua madre in Australia.
Turković ha conseguito una laurea in giurisprudenza presso l'Università di Sarajevo e una laurea in amministrazione della giustizia penale presso il Phillip Institute of Technology di Melbourne. Ha intrapreso studi post-laurea in criminologia presso La Trobe University di Melbourne e ha conseguito un dottorato di ricerca in relazioni internazionali presso la Pacific Western University (un fornitore di formazione a distanza a scopo di lucro, ora noto come California Miramar University).
All'inizio degli anni '90 Turković ha lavorato come caporedattore per Hayat TV.

### Carriera diplomatica
È stata la prima ambasciatrice nominata nella storia della Bosnia ed Erzegovina indipendente. Il suo primo incarico come ambasciatrice è stato a Zagabria, in Croazia (1993-1994). Durante il mandato di Turković, il Partito di azione democratica (cui aderiva) organizzò un massiccio carico di armi attraverso la Croazia dall'Iran alla Repubblica di Bosnia ed Erzegovina, durante la guerra in Bosnia, sebbene gli Stati Uniti avessero imposto un embargo sulle armi alla Bosnia ed Erzegovina. Turković in seguito è stata ambasciatrice in Ungheria (1994-1996) e presso la missione permanente della Bosnia ed Erzegovina presso l'Organizzazione per la sicurezza e la cooperazione in Europa a Vienna (dal 1996 al 2000).
Dal 2000 al 2001 è stata nominata ministro per l'integrazione europea nei governi di Spasoje Tuševljak e Martin Raguž.
Dal 2001 al 2004 Turković ha lavorato come direttore esecutivo del Centro per gli studi sulla sicurezza in Bosnia ed Erzegovina, nonché docente presso la Facoltà di giustizia penale dell'Università di Sarajevo. Ha inoltre tenuto lezioni presso la Webster University, l'Università Internazionale di Sarajevo e l'Università di Travnik, nonché presso la George Washington University e altre importanti università internazionali.
Dal 2004 al 2005 ha prestato servizio presso la Missione permanente della Bosnia ed Erzegovina presso le Nazioni Unite a Vienna e come ambasciatrice presso l'Agenzia internazionale per l'energia atomica, l'Organizzazione del trattato sulla messa al bando totale degli esperimenti nucleari e l'Organizzazione delle Nazioni Unite per lo sviluppo industriale. Dal 2005 al 2009 Turković è stata ambasciatrice della Bosnia ed Erzegovina negli Stati Uniti, accreditata anche in Messico e in Brasile. I suoi successivi incarichi diplomatici sono stati a Bruxelles come ambasciatrice in Belgio e Lussemburgo, e in Qatar dal 2018 al 2019.

### Ministro degli affari esteri
Il 23 dicembre 2019 Turković è stata nominata dal Partito di azione democratica ministro degli affari esteri e vicepresidente del Consiglio dei ministri della Bosnia ed Erzegovina nel governo di Zoran Tegeltija. È la prima donna a servire come ministro degli esteri e vicepresidente del consiglio dei ministri del paese.

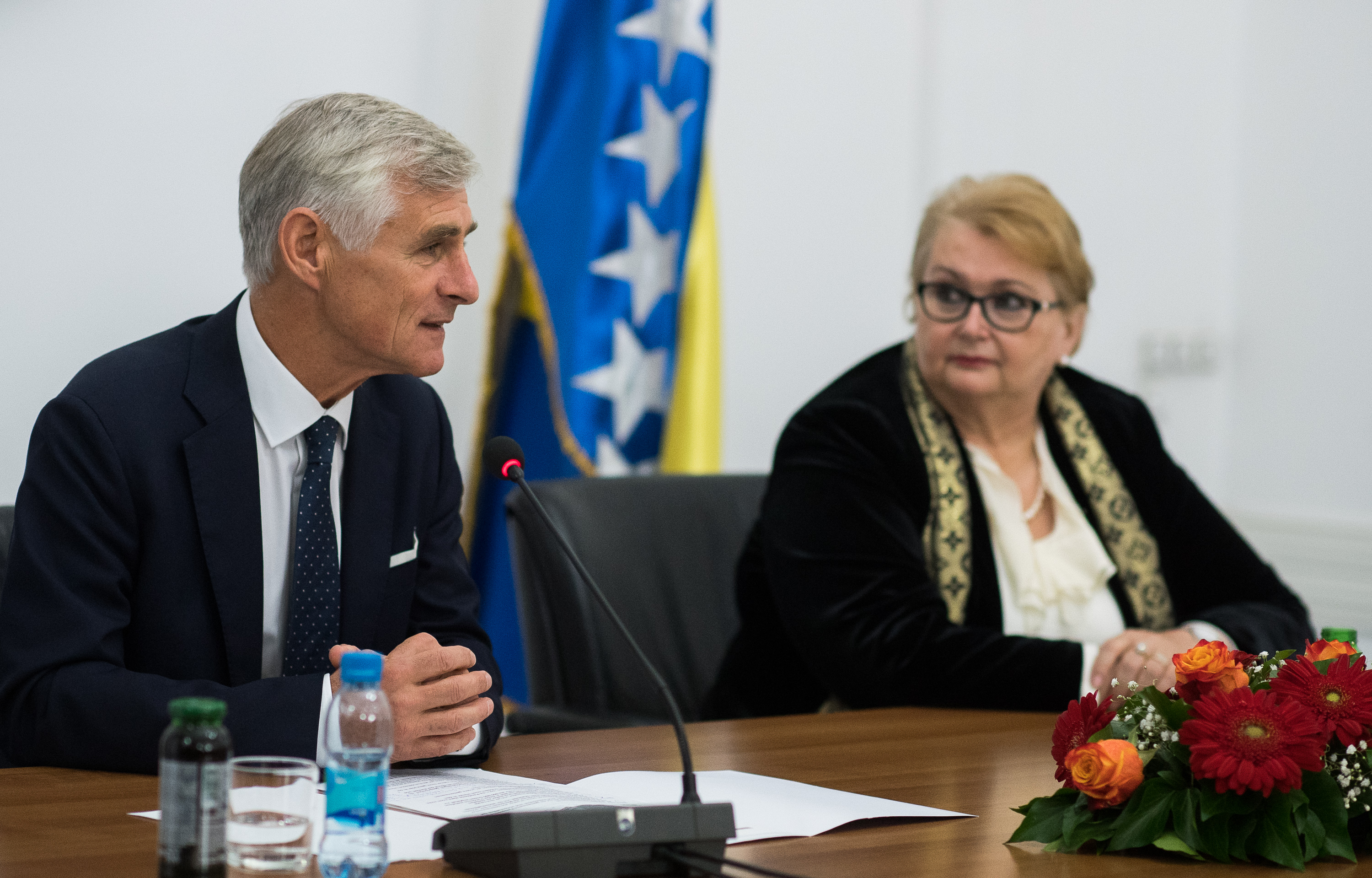
Turković con il ministro degli esteri austriaco Michael Linhart, 15 ottobre 2021

Nel dicembre 2020 Turković ha chiesto l'abolizione della Republika Srpska, che è stata accolta con pesanti critiche dagli esponenti della Republika Srpska Radovan Višković e Željka Cvijanović che hanno definito la sua dichiarazione "incitamento all'odio".
Il 24 marzo 2021 ha incontrato a Sarajevo l'ambasciatore cinese in Bosnia ed Erzegovina Ji Ping, il quale ha affermato che il governo cinese aveva fornito 50 000 vaccini anti COVID-19 per la pandemia COVID-19 alla Bosnia ed Erzegovina.
Nel giugno 2021 Turković ha avuto un acceso scambio diplomatico con l'ambasciatore russo presso le Nazioni Unite Vasilij Nebenzja in una riunione del Consiglio di sicurezza delle Nazioni Unite a New York. L'argomento dell'incontro è stata la situazione politica in Bosnia ed Erzegovina, con particolare riferimento all'Ufficio dell'Alto Rappresentante per il paese, chiedendo se sia il momento della sua chiusura dopo essere stato creato nel 1995 a seguito della guerra in Bosnia. Il suo discorso al Consiglio di sicurezza è stato pesantemente criticato dal membro serbo della presidenza bosniaca Milorad Dodik, che in quel momento era il presidente della presidenza, che funge collettivamente da capo di stato del paese. Alcuni giorni prima Dodik aveva tentato senza successo di impedire il discorso di Turković al Consiglio di sicurezza, scrivendo persino una lettera al ministro degli esteri russo Sergej Lavrov chiedendogli aiuto.
Il 14 luglio 2021 Turković e il ministro della difesa bosniaco Sifet Podžić hanno incontrato a Bruxelles il segretario generale della NATO Jens Stoltenberg. Il 21 luglio ha incontrato il ministro britannico per il vicinato europeo e le Americhe Wendy Morton.
Nel settembre 2021 Turković ha richiamato Aida Smajić, l'ambasciatore bosniaco nella vicina Serbia, dal suo ufficio a Belgrado per consultazioni urgenti in merito all'arresto di Edin Vranj, un ex-alto funzionario dell'Amministrazione federale della polizia, al suo ingresso in Serbia a causa di accuse di presunti crimini di guerra durante la guerra in Bosnia. Il 18 ottobre 2021 ha confermato che Vranj è stato rilasciato dalla custodia, esprimendo rispetto alle autorità serbe per il processo. Al 28° Consiglio ministeriale dell'OSCE a Stoccolma, tenutosi nel dicembre 2021, Turković ha incontrato il ministro degli esteri britannico Liz Truss, nonché il segretario di Stato degli Stati Uniti Antony Blinken. Il 21 dicembre ha avuto a Soči un incontro bilaterale con il ministro degli Esteri russo Sergej Lavrov.

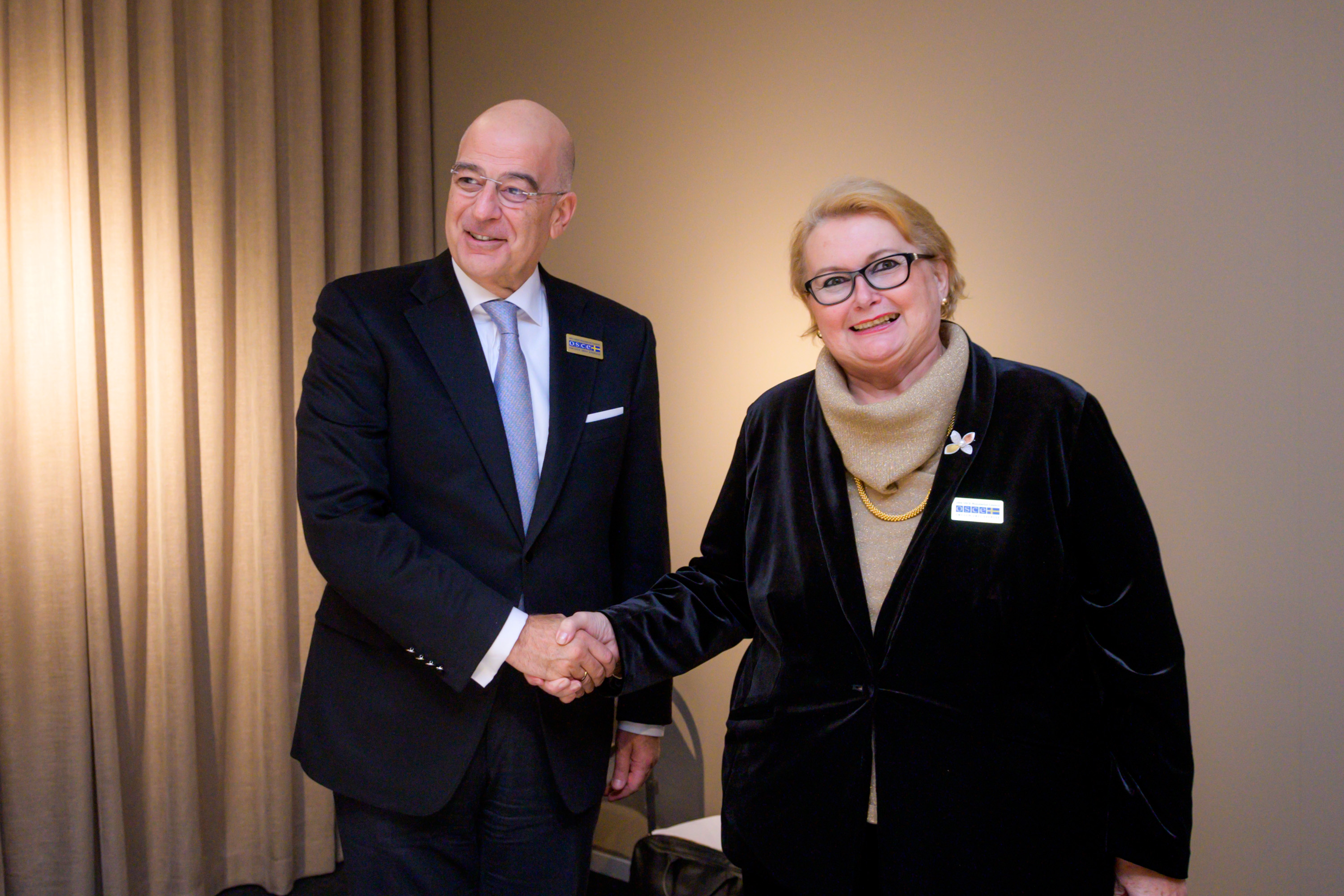
Turković insieme al ministro degli esteri greco Nikos Dendias al 28° Consiglio ministeriale dell'OSCE, 2 dicembre 2021

Il 24 febbraio il presidente russo Vladimir Putin ha ordinato l'invasione su larga scala dell'Ucraina, segnando una drammatica escalation della guerra russo-ucraina iniziata nel 2014. Sull'invasione Turković ha dichiarato: "La Bosnia ed Erzegovina rimane fermamente impegnata per la sovranità e l'integrità territoriale dell'Ucraina, e chiediamo la fine immediata dei combattimenti e dei bombardamenti. I principi, la sicurezza e il diritto internazionale dell'OSCE sono oggi sotto attacco. L'ostilità e la sofferenza di civili innocenti devono cessare immediatamente", e ha anche invitato la Russia e la Bielorussia ad astenersi dall'usare la forza nell'interesse della pace, della stabilità regionale e globale.
Il 10 marzo 2022 ha avuto un incontro con il ministro degli esteri tedesco Annalena Baerbock durante la visita di stato di Baerbock in Bosnia ed Erzegovina, durante la quale Turković ha chiesto un avvio accelerato dei colloqui di adesione all'Unione europea alla luce dell'invasione russa dell'Ucraina.
Nell'ottobre 2022 il ministro degli esteri croato Gordan Grlić-Radman ha accusato Turković di visitare i paesi islamici per acquistare armi; ella ha replicato definendo tale dichiarazione una "pericolosa falsità".

#### Rapporti con l'Iran
Il 21 luglio 2021 Turković ha parlato in una telefonata con il ministro degli esteri iraniano Mohammad Javad Zarif. Il 4 agosto 2021 ha incontrato il presidente iraniano Ebrahim Raisi a Teheran, assistendo al suo insediamento il giorno successivo.
Il 6 dicembre 2022, durante le proteste per la morte di Mahsa Amini, Turković ha nuovamente incontrato il ministro degli esteri iraniano Hossein Amir-Abdollahian. L'incontro con Abdollahian è stato boicottato dai rappresentanti serbo-bosniaci e croato-bosniaci, con la spiegazione che tutto il mondo civilizzato si dissocia e si schiera contro la soppressione dei diritti umani in Iran. Turković ha dichiarato: "L'Iran è nostro partner e amico, e l'unico paese che sostiene inequivocabilmente l'integrità territoriale e l'indipendenza della Bosnia ed Erzegovina. Ci hanno sostenuto nel tempo della difesa e della costruzione della Bosnia ed Erzegovina, per cui rimaniamo grati". Ha aggiunto che "si parla poco dei diritti in Afghanistan e Palestina e in fondo anche dei diritti umani nel nostro Paese". Turković ha criticato gli stereotipi nei media e ha concluso dicendo: "Immagina che ti parli velata in questo modo, quale sarebbe la tua percezione, stereotipo? I diritti umani includono il diritto all'abbigliamento, che ognuno dovrebbe poter indossare ciò che vuole ed essere trattato allo stesso modo".

## Altre attività
- Banca Mondiale, membro ex officio del Consiglio dei Governatori (dal 2019)[30]
- Agenzia multilaterale di garanzia degli investimenti (MIGA), Gruppo della Banca mondiale, membro d'ufficio del Consiglio dei governatori (dal 2019)[31]